# Mezőcsávás
Mezőcsávás (románul Ceuașu de Câmpie, németül Grubendorf) falu Romániában Maros megyében. Mezőcsávás község központja, Bazéd, Galambod, Mezőfele, Mezőkölpény, Mezőménes, Mezőszabad és Szabéd tartozik hozzá.

## Fekvése
A falu Marosvásárhelytől 14 km-re északra a Marosi-Mezőség keleti gyepűvonalában települt. A község a Marosvásárhely Metropoliszövezethez tartozik.

## Története
1505-ben Chyawas néven említik először. A falutól nyugatra eső völgyben a mai Tormás-kút környékén volt egykor a Tormás nevű középkori falu, melyet a török pusztított el. Temploma a falu feletti dombon állott. A falut 1661-ben Ali basa serege pusztította el, elpusztult lakossága helyére románokat telepítettek. Nevezetes családai között volt a Pápay család. Lakói híres ácsok, faesztergályosok voltak, több székelykapuja van. 1910-ben 1108 lakosa közül 608 magyar és 490 román volt. A trianoni békeszerződésig Maros-Torda vármegye Marosi felső járásához tartozott. 1992-ben 1423 lakosából 656 román, 628 magyar, 138 cigány és 1 német.

## Látnivalók
- Református temploma az Ali pasa által 1661-ben lerombolt régi erődített templom felhasználásával épült 1792 és 1798 között, addig a régi templomot romos falait kiigazítva használták. Haranglába a templom előtti dombon 1570-ben készült fából középkori alapokra, ezáltal ez a legöregebb magyar fa-harangláb a Kárpát medencében.
- Az egykori Jenei-udvarházat 1940-ben bontották le.
- A templomdomb nyugati oldalán salétromos gyógyforrás fakad.

## Híres emberek
- Itt született 1928. február 29-én Kovács Albert kritikus, esztéta, irodalomtörténész, műfordító.
- Itt született 1930. január 22-én Balogh Dezső nyelvész, egyetemi tanár († 1999).
- Itt született 1934. december 16-án Balogh Éva színésznő († 1976).